# Tudo Novo no Babado Novo
Tudo Novo no Babado Novo é um álbum ao vivo da banda Babado Novo, lançado em 14 de julho de 2010, sendo o primeiro álbum comandando pelos novos vocalistas, Guga e Igor, sendo também o segundo DVD lançado pelo grupo.

## Informações
Gravado no Arraial da Ajuda, em Porto Seguro, na Bahia, o show foi gravado em março de 2010 logo após o carnaval, em cima de um trio elétrico em um show realizado em uma tarde à beira de uma piscina onde o público ficava. Lançado oficialmente em 14 de julho de 2010 o álbum traz sete regravações do Babado Novo comandado por Claudia Leitte, seis regravações de outros artistas e sete músicas inéditas.

## Faixas

### CD
| CD  |                                              | |         |  |
| N.º | Título                                       | Compositor(es) | Duração |  |
| 1.  | "Fulano In Sala"                             | Zeca Brasileiro; Sergio Rocha                                                                                                | 3:34    |  |
| 2.  | "Pauleira"                                   | Fábio Alcântara; Chiclete; Augusto Conceição; Elivandro Cuca; Cassiano Faleta; André Fanzine                                 | 2:59    |  |
| 3.  | "Tchau, Bye Bye"                             | Zeca Brasileiro; Sergio Rocha                                                                                                | 3:24    |  |
| 4.  | "Morango do Nordeste"                        | Walter Afogados; Fernando Alves                                                                                              | 3:45    |  |
| 5.  | "Perto do Coração"                           | Zeca Brasileiro; Sergio Rocha                                                                                                | 2:58    |  |
| 6.  | "Amor Perfeito"                              | Robson Jorge; Paulo Massadas; Lincoln Olivetti                                                                               | 4:24    |  |
| 7.  | "Resposta do Caranguejo"                     | Zeca Brasileiro; Sergio Rocha                                                                                                | 3:25    |  |
| 8.  | "Desafio; Carrinho de Mão; Mexe Mexe Mainha" | Fábio Alcântara; Julinho Carioca; Tonho Copque; Duller; Reinaldo Nascimento; Renan Ribeiro; Jarbas Veiga; Nato Viola; Xanddy | 5:45    |  |
| 9.  | "Piririm Pom Pom"                            | | 2:48    |  |
| 10. | "Aguenta Coração"                            | Paulo Sérgio Valle | 4:00    |  |
| 11. | "Santeria"                                   | Floyd Gaugh; Brad Nowell | 3:14    |  |
| 12. | "Pensando em Você"                           | Henrique Cerqueira | 3:46    |  |
| 13. | "País Tropical"                              | Jorge Ben | 3:49    |  |
| 14. | "Me Chama de Amor"                           | Beto Garrido; Alexandre Peixe                                                                                                | 3:54    |  |
| 15. | "Encontro de Amor"                           | Pio Medrado | 3:38    |  |

### DVD
1. Fulano In Sala
2. Pauleira
3. Perdi A Minha Paz
4. Santeria
5. Caranguejo
6. Pensando Em Você
7. Tchau, Bye Bye
8. Morango Do Nordeste
9. Piririm Pom Pom
10. Encontro De Amor
11. Aguenta Coração
12. Resposta Do Caranguejo
13. Desafio/ Carrinho De Mão/ Mexe Mexe Mainha
14. Babado Novo
15. B.I.D (Batida Intensa Direta) (feat. Sergio Rocha)
16. Perto Do Coração
17. Volte Pra Casa Sua Safada
18. Amor Perfeito
19. País Tropical
20. Me Chama De Amor

### Singles
- "Perto do Coração"[1]
- "Tchau, Bye Bye"[2]
- "Paulera"